# Baltazaria caligata
Baltazaria caligata är en stekelart som först beskrevs av Cameron 1904.  Baltazaria caligata ingår i släktet Baltazaria och familjen brokparasitsteklar. Inga underarter finns listade.